# No More Hell to Pay
No More Hell to Pay is een album van de whitemetalband Stryper uit de Verenigde Staten. Het album kwam uit in 2013 en is het 14e album dat de band uitbracht.
Sweet en de andere bandleden slaan met dit album een hardere richting in, volgens een interview door John Knowles, met Michael Sweet, wil Stryper harder klinken, zoals Judas Priest of Iron Maiden.

## Nummers
Het album bevat de volgende nummers en zijn allemaal geschreven door Michael Sweet, behalve waar anders aangegeven:
1. Revelation
2. No More Hell to Pay  (+ Robert Sweet)
3. Saved by Love
4. Jesus Is Just Alright  (cover van Arthur Reid Reynolds)
5. The One
6. Legacy
7. Marching Into Battle
8. Te Amo
9. Sticks & Stones
10. Water Into Wine
11. Sympathy
12. Renewed

## Band
- Michael Sweet: zanger en gitarist;
- Robert Sweet: drummer;
- Oz Fox: gitaar; (Fox is ook een van de twee gitaristen van Bloodgood en geeft ook gitaarles)
- Tracy Ferrie (sinds 2004): bas;
- Timothy Gaines (tot 2004): bas.